# 1-й Бортницький провулок
1-й Бо́ртницький прову́лок — провулок у Дарницькому районі міста Києва, селище Бортничі. Пролягає від вулиці Дружби до Бортницької вулиці.

## Історія
Провулок виник у середині 2000-х років під сучасною назвою.